# Raymond Edward Brown
Pour les articles homonymes, voir Brown.
Cet article possède un paronyme, voir Raymond Brown.
Raymond Edward Brown, né le 22 mai 1928, mort le 8 août 1998, est un prêtre sulpicien, théologien, bibliste et exégète américain. Désigné en 1972 et en 1996 pour siéger à la Commission biblique pontificale, qui conseille le pape sur les sujets scripturaires, et professeur pendant 23 années à l’Union Theological Seminary de New York, il a acquis une grande réputation comme un des meilleurs biblistes, spécialiste du Nouveau Testament aux États-Unis. 
Le cardinal Mahony l'a qualifié de « spécialiste catholique de la Bible le plus distingué et le plus renommé qui ait jamais vécu dans ce pays », qualifiant sa mort de « grande perte pour l'Église ». Brown a été honoré de 24 diplômes de docteur honoris causa par des universités des États-Unis et d'Europe. 
Brown a été président de la Catholic Biblical Association, de la Society of Biblical Literature (1976-1977), de la Studiorum Novi Testamenti Societas (1986) et de la Society of Biblical Literature (1986-1987). Il était membre de la Société savante de Saint-Sulpice et prêtre catholique du diocèse de Baltimore. Il est cité dans les travaux académiques de Joseph Ratzinger, qui devint le pape Benoît XVI.

## Approche des Écritures
L'approche des Écritures de Raymond E. Brown a été contestée par des auteurs catholiques que Brown considère comme des « fondamentalistes» mais hautement appréciée par le cardinal Ratzinger.
Son point de départ est qu'il peut y avoir des erreurs dans les questions qui ne concernent pas le Salut, ce qui est une position relativement moderne, mais Brown insiste aussi sur les limites des méthodes bibliques scientifiques, y compris la critique textuelle, lorsqu’il faut résoudre les problèmes de l'Église ou quand il s'agit de questions fondamentales en matière de foi. L'approche traditionnelle de l'Écriture est de croire qu'elle ne contient aucune erreur et que tout en elle est d'une manière ou d'une autre lié au Salut. L'évolution que Brown lui a fait subir a permis à certains de conclure que son approche à lui restait ouverte et modérée. Sa position plus large par rapport à l'Écriture interpelle les sceptiques ainsi qu'un grand nombre de chrétiens, et ses livres sont une référence.
Expert de l'hypothétique communauté johannique, il a écrit les volumes consacrés à l'Évangile de Jean dans le New Anchor Bible Commentary.
Dans le no 26 de Theological Studies, paru en 1965, l'article « Does the NT call Jesus God ? », distingue l'étude des textes du Nouveau Testament de la christologie qu'on peut en élaborer.
On peut résumer peut-être de la façon suivante : 
- les passages bibliques Mc 10,18, Lc 18,19, Mt 19,17, Mc 15,34, Mt 27,46, Jn 20,17, Ep 1,17,  3,  1,3, Jn 17,3, 1Co 8,6, Ep 4,4-6, 1Co 12,4-6, 2Co 13,14, 1Ti 2,5, Jn 14,28, Mc 13,32, Ph 2,5-10, 1Co 15,24-28 sont les « textes qui semblent impliquer que la qualification de Dieu n'a pas été employée pour Jésus » et constituent « une évidence négative que l'on néglige souvent de façon trop facile en traitant le sujet dans l'optique catholique » ;
- en outre, « Jésus ne s'appelle jamais Dieu dans les évangiles synoptiques, et un passage comme Mc 10:18 semblerait exclure la possibilité que Jésus ait employé ce titre pour parler de lui-même. Même le quatrième évangile ne parle jamais de Jésus en disant expressément qu'il est Dieu. Les prédications que les Actes attribuent aux premiers temps de la mission chrétienne ne parlent pas de Jésus comme Dieu. Ainsi, il n'y a aucune raison de penser que Jésus ait été appelé Dieu dans les couches les plus anciennes de la tradition néo-testamentaire. Cette conclusion négative est justifiée par le fait que Paul n'emploie ce titre dans aucune épître écrite avant 58. » ;
- de même, « la lenteur avec laquelle s'est développée l'utilisation du nom de Dieu appliqué à Jésus exige d'être expliquée. Non seulement il y a le fait que Jésus ne s'appelle pas Dieu dans les strates les plus anciennes du Nouveau Testament, mais on trouve même des passages, cités dans la première série des textes ci-dessus, qui réservent implicitement au Père le nom de Dieu. D'ailleurs, même dans les parties du Nouveau Testament qui parlent de Jésus comme Dieu, figurent également des passages qui semblent aller contre une telle utilisation – une étude de ces textes prouvera que c'est vrai pour les pastorales et pour la littérature johannique. L'explication la plus plausible est que dans le christianisme primitif, l'héritage de l'Ancien Testament prévalait dans l'utilisation du nom de Dieu, employé de façon trop restrictive pour s'appliquer à Jésus. Il se référait strictement au seul Père de Jésus, à Dieu que Jésus priait. C'est peu à peu (peut-être dans les années 50-60), que la pensée chrétienne, se développant, a compris que Dieu devait avoir une signification plus large. On a vu que Dieu s'était révélé tellement lui-même en Jésus que le mot devait être capable d’englober le Père et le Fils. »

En cela, Brown amène les remarques d'érudits catholiques comme Marie-Émile Boismard dans À l'aube du christianisme. Avant la naissance des dogmes et rencontre les recherches récentes publiées sur le Nouveau Testament et le judaïsme du Ier siècle.
Pour ce qui concerne les récits du procès, de la Passion et de la mort de Jésus, Brown relève 27 contradictions entre les procédures rabbiniques et ce que disent les évangiles du procès devant le Sanhédrin. Camille Focant, tout en relevant les questions que pose la délimitation choisie par Brown dans son ouvrage The Death of the Messiah. From Gethsemane to the Grave. A Commentary on the Passion Narratives in the Four Gospels (1994), note une connaissance de la littérature exégétique sur le sujet « stupéfiante et quasi sans faille ».
Son ouvrage Que sait-on du Nouveau Testament ?, paru en 1997, un an avant sa mort, est considéré comme une bonne introduction au Nouveau Testament et fait principalement la part aux thèses majoritaires.

## Œuvres
Raymond Edward Brown a publié 25 livres, parmi lesquels :
Ouvrages traduits en français
- L'Église héritée des apôtres, Donald H. Juel (trad.), Paris, Cerf « coll. Lire la Bible, 76 », 1987  (ISBN 2-204-02655-7) ;
- Co-écrit avec John P. Meier, Antioche et Rome, berceaux du christianisme, Paris, Cerf « coll. Lectio divina, 131 », 1988  (ISBN 2-204-02843-6) ;
- Jésus dans les quatre Évangiles. Introduction à la christologie du Nouveau Testament, Jean-Bernard Degorce, Dominique Barrios-Delgado (trad.), Paris, Cerf « coll. Lire la Bible, 111 », 1996  (ISBN 2-204-05402-X) ;
- Que sait-on du Nouveau Testament ?, Jacques Mignon (trad.), Paris, Bayard, 2000  (ISBN 2-227-35020-2) ;
- La Communauté du disciple bien-aimé, Paris Cerf, 2002, « coll. Lectio divina, 115 », 2002  (ISBN 2-204-06996-5) ;
- Croire en la Bible à l'heure de l'exégèse, Jean-Bernard Degorce (trad.), Paris, Cerf, 2002 « coll. Lire la Bible, 123 »  (ISBN 2-204-06791-1) ;
- 101 questions sur la Bible et leurs réponses, Paris, Cerf « coll. Lire la Bible, 98 », 2004  (ISBN 2-204-07575-2) ;
- La Mort du Messie. Encyclopédie de la Passion du Christ, de Gethsémani au tombeau. Un commentaire des récits de la Passion dans les quatre évangiles, Jacques Mignon (trad.), Paris, Bayard, 2005  (ISBN 2-227-35025-3) ;
- Lire les Évangiles avec l'Église. De Noël à Pâques, Geneviève Krebs (trad.), Paris, Cerf « coll. Épiphanie », 2004  (ISBN 2-204-07262-1) ;
- Lire l'Évangile au temps de l'Avent et à Noël, Dominique Barrios (trad.), Paris, Cerf « coll. Lire la Bible, 153 », 2008  (ISBN 978-2-204-08693-6) ;

Ouvrages en langue anglaise
- The "Sensus Plenior" of Sacred Scripture, Baltimore, St. Mary's University, 1955 ;
- « The Gospel According to John », dans « Anchor Bible », 1966 and 1970 ;
- Peter in the New Testament (co-auteur), 1973 ;
- Mary and the New Testament (co-directeur), 1978 ;
- The Community of the Beloved Disciple, New York, Paulist Press, 1979 ;
- The Critical Meaning of the Bible, New York, Paulist Press, 1981 ;
- New Jerome Biblical Commentary (co-directeur), 1990 ;
- Responses to 101 Questions on the Bible, New York, Paulist Press, 1991  (ISBN 0-8091-4251-1) ;
- Death of the Messiah, 1994 ;
- An Introduction to New Testament Christology, 1994 Preview ;
- An Introduction to the New Testament, 1997 ;
- Birth of the Messiah 1998.